# Калінаускас
Каліна́ускас — литовське прізвище, еквівалентне українському Калиновський, пол. Kalinowski, біл. Каліноўскі,. Його жіночими формами є: Калінаускене (одружена жінка або вдова) і Калінаускайте (неодружена жінка).

## Відомі носії
- Костас Калінаускас (1838–1864) — письменник, журналіст, юрист і революціонер.
- Вітаутас Калінаускас (1929–2001) — литовський художник-графік, живописець і режисер.
- Рональдас Калінаускас — литовський пілот і конструктор ультралегких літаків (Rolandas Kalinauskas RK-5 Ruth[en], RK-6 Magic[en], RK-7 Orange[en])
- Ігор Калінаускас (1945) — художник, театральний режисер, музикант, керівник вокального дуету  Duo Zikr
- Калінаускас Альмантас Казимирович (1967) — литовський футболіст, майстер спорту СРСР міжнародного класу (1987).
- Вірджинія Калінаускайте (1957) — литовська художниця.